# Glyceria laxa
Glyceria laxa är en gräsart som beskrevs av Frank Lamson Scribner. Glyceria laxa ingår i släktet glycerior, och familjen gräs. Inga underarter finns listade i Catalogue of Life.